# Ozero Tjernjasto
Ozero Tjernjasto (ryska: Озеро Чернясто) är en sjö i Belarus.   Den ligger i voblasten Vitsebsks voblast, i den nordöstra delen av landet, 270 km nordost om huvudstaden Minsk. Ozero Tjernjasto ligger 142 meter över havet. Arean är 1,4 kvadratkilometer. Den sträcker sig 1,9 kilometer i nord-sydlig riktning, och 1,4 kilometer i öst-västlig riktning.
I omgivningarna runt Ozero Tjernjasto växer i huvudsak blandskog. Runt Ozero Tjernjasto är det glesbefolkat, med 10 invånare per kvadratkilometer.